# SMS Frauenlob (1855)
Pour les autres navires du même nom, voir SMS Frauenlob.

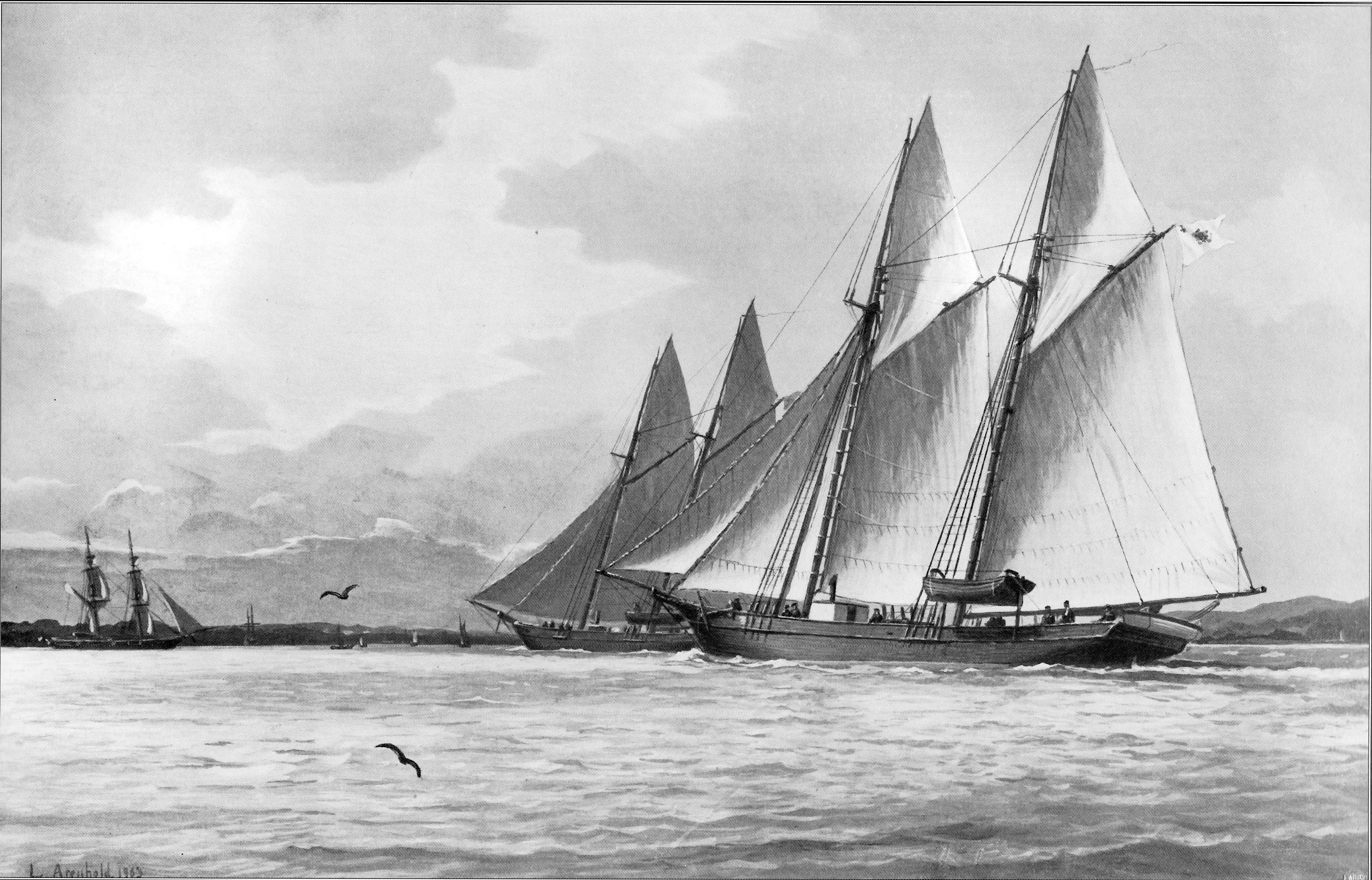
Les goélettes de guerre SMS FRAUENLOB et SMS HELA de la marine prussienne. Peinture de Lüder Arenhold (1854-1915) 1905.

La SMS Frauenlob est une goélette de la marine prussienne qui fit naufrage au large de Yokohama.

## Historique
La goélette à deux mâts est construite à Wolgast à partir de 1849 par les architectes navals Klawitter et Lübke sur le modèle de la goélette hollandaise Schorpioon et financée par une souscription volontaire des femmes allemandes de 43 000 thalers levée en 1848, ce qui explique son nom. 
En 1858-1860, une petite escadre prussienne est formée au sein de laquelle se trouvent les SMS Frauenlob, SMS Thetis et SMS Arcona qui part de Rio de Janeiro en direction de la Chine, du Japon et du Siam, où elle arrive à la fin de l'été 1860. Sa petite taille la prédestine à naviguer dans les grands estuaires de la Chine. Mais en même temps, celle-ci attise les craintes de certains officiers de marine, car elle fait apparaître le Frauenlob comme peu adapté à la navigation en haute mer. L'amiral Jan Schröder, chef de l'administration de la marine, réfute cependant ces objections en faisant référence au voyage en Amérique du Sud de 1856/57. Cette expédition commandée par le comte zu Eulenburg connaît une tragédie lorsqu'un typhon éclate le 2 septembre 1860 devant Yokohama, provoquant le naufrage de la SMS Frauenlob. Tout son équipage périt, ce qui représente cinq officiers et quarante-deux hommes d'équipage.
L'escadre continue ensuite sa route, afin de négocier des traités diplomatiques. Elle rentre deux ans plus tard à Dantzig.
La marine impériale allemande honore la mémoire de la SMS Frauenlob en donnant son nom à un croiseur léger en 1902, le SMS Frauenlob.

## Données techniques
- Longueur: 32,1 m
- Largeur: 8,1 m
- Tirant d'eau: 2,61 m - 3,23 m
- Tonnage: 275 t. - 305 t.
- Voilure: 604 m2
- Vitesse: 13 nœuds
- Armement: 1 canon de calibre 30 et 9 canons de calibre 24